# Mizuho Yoshida
Mizuho Yoshida (吉田瑞穂 Yoshida Mizuho?) es un actor japonés conocido por interpretar a Godzilla en la película GMK (2001). También proporcionó captura de movimiento para varios videojuegos.

## Películas
- 1991 - Zeiram como Zeiram
- 1994 - Zeiram 2 como Zeiram
- 1995 - Gakko no Kaidan
- 1996 - Gakkō no Kaidan 2
- 1997 - Gakkō no Kaidan 3
- 1996 - Gamera 2: Legion Shūrai como Legion
- 1996 - Rebirth of Mothra como Desghidorah
- 1997 - Rebirth of Mothra II como Dagahra
- 2001 - Godzilla, Mothra, King Ghidorah: Daikaijū Sōkōgeki como Godzilla
- 2005 - Kamen Rider The First como Cobra
- 2006 - Gamera the Brave como Zedus
- 2009 - Shinkaijū Raiga como Raiga

## Videojuegos
- 2004 - Metal Gear Solid 3: Snake Eater como Naked Snake
- 2004 - Metal Gear Solid: The Twin Snakes como Solid Snake
- 2003 - Resident Evil Outbreak
- 2003 - Dino Crisis 3 como Jacob Ranshaw
- 2001 - Metal Gear Solid 2: Sons of Liberty como Solid Snake
- 2001 - Resident Evil Code: Veronica
- 2001 - Onimusha: Warlords
- 2000 - Resident Evil Code: Veronica